# Eilanden behorend tot Sint Maarten

Sint Maarten

Naast een deel van het hoofdeiland Sint Maarten zijn er voor de kust ervan nog een aantal kleine eilandjes en rotspunten die horen bij het land Sint Maarten.
Ten (zuid)oosten van het hoofdeiland liggen Cow & Calf, Hen & Chickens (twee rotspunten) en Molly Beday (één eiland en twee rotspunten). Ten westen van het hoofdeiland ligt de rotspunt Pelikan Key (ook bekend als Guana Key).
Alle eilandjes zijn onbewoond en erg klein van omvang. Bij Molly Beday en Hen & Chickens liggen ook gelijknamige riffen die het gebied aantrekkelijk maken voor duikers.
Ook het Franse gedeelte van Sint Maarten heeft eilanden. De grootste eilanden zijn Tintamarre, een natuurgebied dat vroeger bewoond is geweest, en Îlet Pinel of Pinel Island, een natuurgebied dat bekend om zijn naaktstranden.
Aruba · Bonaire · Curaçao · Saba · Sint Eustatius · Sint Maarten — Cow & Calf · Green Island · Hen & Chickens · Klein Bonaire · Klein Curaçao · Molly Beday · Palmeiland · Pelikan Key · Renaissance Island 

Zie ook: Caribisch Nederland